# Coppa del Kirghizistan
La Coppa del Kirghizistan è la coppa nazionale di calcio del Kirghizistan. La competizione si tiene ogni anno dal 1939 (dal 1992 come coppa di una nazione indipendente) ed è organizzata dalla Federazione calcistica del Kirghizistan.

## Albo d'oro

### Unione Sovietica
- 1939 Dinamo Frunze
- 1940 Spartak Frunze
- 1945 Dinamo Frunze
- 1946 Burevestnik Frunze
- 1947 Burevestnik Frunze
- 1948 Burevestnik Frunze
- 1949 Burevestnik Frunze
- 1950 Burevestnik Frunze
- 1951 Dinamo Frunze
- 1952 Dinamo Frunze
- 1953 Frunze City Team
- 1954 Kalininskoye Town Team
- 1955 Spartak Frunze
- 1956 Torpedo Frunze
- 1957 Kalininskoye Town Team
- 1958 Kalininskoye Town Team

- 1959 Torpedo Frunze
- 1960 Kalininskoye Town Team
- 1961 Alga Kalininskoye
- 1962 Alga Kalininskoye
- 1963 Alga Kalininskoye
- 1964 Elektrik Frunze
- 1965 Selmashevets Frunze
- 1966 Selmashevets Frunze
- 1967 Instrumentalshchik Frunze
- 1968 Selmashevets Frunze
- 1969 Selmashevets Frunze
- 1970 Selmashevets Frunze
- 1971 Instrumentalshchik Frunze
- 1972 Khimik Kara-Balta
- 1973 Selmashevets Frunze
- 1974 Instrumentalshchik Frunze
- 1975 Selmashevets Frunze

- 1976 Tekstilshchik Frunze
- 1977 Selmashevets Frunze
- 1978 Instrumentalshchik Frunze
- 1979 Instrumentalshchik Frunze
- 1980 Motor Frunze
- 1981 Instrumentalshchik Frunze
- 1982-83 non disputata
- 1984 Selmashevets Frunze
- 1985 Selmashevets Frunze
- 1986 Elektrik Frunze
- 1987 Elektrik Frunze
- 1988 Instrumentalshchik Frunze
- 1989 Selmashevets Frunze
- 1990 Selmashevets Frunze
- 1991 Selmashevets Frunze

### Kirghizistan
| Anno | Vincitore           | Risultato         | Finalista                  |
| ---- | ------------------- | ----------------- | -------------------------- |
| 1992 | Alga Bishkek        | 2-1               | Alay Osh                   |
| 1993 | Alga-RIIF Bishkek   | 4-0               | Alga Bishkek               |
| 1994 | Ak-Maral Tokmak     | 2-1 dts           | Alay Osh                   |
| 1995 | Semetey Kyzyl-Kiya  | 2-0               | Dinamo Bishkek             |
| 1996 | AiK Bishkek         | 2-0               | Metallurg Kadamjay         |
| 1997 | Alga-PVO Bishkek    | 1-0               | Dinamo-Alay Osh            |
| 1998 | SKA-PVO Bishkek     | 3-0               | Dinamo-Alay Osh            |
| 1999 | SKA-PVO Bishkek     | 3-0               | Semetey Kyzyl-Kiya         |
| 2000 | SKA-PVO Bishkek     | 2-0               | Dinamo-Alay Osh            |
| 2001 | SKA-PVO Bishkek     | 1-0               | Zhashtyk Ak Altyn Kara-Suu |
| 2002 | SKA-PVO Bishkek     | 1-0               | Zhashtyk Ak Altyn Kara-Suu |
| 2003 | SKA-PVO Bishkek     | 1-0               | Zhashtyk Ak Altyn Kara-Suu |
| 2004 | Dordoi-Dynamo Naryn | 1-0               | Zhashtyk Ak Altyn Kara-Suu |
| 2005 | Dordoi-Dynamo Naryn | 1-0               | Zhashtyk Ak Altyn Kara-Suu |
| 2006 | Dordoi-Dynamo Naryn | 4-0               | Zhashtyk Ak Altyn Kara-Suu |
| 2007 | Abdysh-Ata Kant     | 2-1               | Lokomotiv Jalalabad        |
| 2008 | Dordoi-Dynamo Naryn | 2-2 dts (4-3 dtr) | Zhashtyk Ak Altyn Kara-Suu |
| 2009 | Abdysh-Ata Kant     | 2-0               | Alay Osh                   |
| 2010 | Dordoi-Dynamo Naryn | 3-0               | FC Neftchi Kochkor-Ata     |
| 2011 | Abdysh-Ata Kant     | 1-0               | FC Neftchi Kochkor-Ata     |
| 2012 | Dordoi Bishkek      | 6-1               | Alga Bishkek               |
| 2013 | Alay Osh            | 1-1 dts (4-2 dtr) | Dordoi Bishkek             |
| 2014 | Dordoi Bishkek      | 2-1               | Abdysh-Ata Kant            |
| 2015 | Abdysh-Ata Kant     | 4-2               | Nashe Pivo                 |
| 2016 | Dordoi Bishkek      | 1-0               | Alay Osh                   |
| 2017 | Dordoi Bishkek      | 0-0 dts (4-3 dtr) | Alay Osh                   |
| 2018 | Dordoi Bishkek      | 3-2               | Alay Osh                   |

## Vittorie per squadra
| Squadra                                                                                    | Vittorie | Finali perse | Anni vittorie                                              | Anni finali perse                                    |
| ------------------------------------------------------------------------------------------ | -------- | ------------ | ---------------------------------------------------------- | ---------------------------------------------------- |
| Dordoi Bishkek (comprende i titoli della Dordoi-Dynamo Naryn)                              | 10       | 1            | 2004, 2005, 2006, 2008, 2010, 2012, 2014, 2016, 2017, 2018 | 2013                                                 |
| Alga Bishkek (comprende i titoli di Alga-RIIF Bishkek, Alga-PVO Bishkek e SKA-PVO Bishkek) | 9        | 2            | 1992, 1993, 1997, 1998, 1999, 2000, 2001, 2002, 2003       | 1993, 2012                                           |
| Abdish-Ata Kant                                                                            | 4        | 1            | 2007, 2009, 2011, 2015                                     | 2014                                                 |
| Alay Osh (comprende i titoli della Dinamo-Alay Osh)                                        | 1        | 9            | 2013                                                       | 1992, 1994, 1997, 1998, 2000, 2009, 2016, 2017, 2018 |
| Semetey Kyzyl-Kiya                                                                         | 1        | 1            | 1995                                                       | 1999                                                 |
| AiK Bishkek                                                                                | 1        |              | 1996                                                       |                                                      |
| Ak-Maral Tokmak                                                                            | 1        |              | 1994                                                       |                                                      |
| Zhashtyk Ak Altyn Kara-Suu                                                                 |          | 7            |                                                            | 2001, 2002, 2003, 2004, 2005, 2006, 2008             |
| FC Neftchi Kochkor-Ata                                                                     |          | 2            |                                                            | 2010, 2011                                           |
| Dinamo Bishkek                                                                             |          | 1            |                                                            | 1995                                                 |
| Lokomotiv Jalalabad                                                                        |          | 1            |                                                            | 2007                                                 |
| Metallurg Kadamjay                                                                         |          | 1            |                                                            | 1996                                                 |
| Nashe Pivo                                                                                 |          | 1            |                                                            | 2015                                                 |

Il Zhashtyk Ak Altyn Kara-Suu ha perso sei finali consecutive.